# Popovice (Zlín)
Popovice é uma comuna checa localizada na região de Zlín, distrito de Uherské Hradiště.